# Ermida de Nossa Senhora dos Mártires (Silves)
A Ermida de Nossa Senhora dos Mártires, também conhecida como Igreja de Nossa Senhora dos Mártires ou Igreja dos Mártires da Pátria, é um edifício religioso na cidade de Silves, na região do Algarve, em Portugal. Está classificada como Imóvel de Interesse Público.

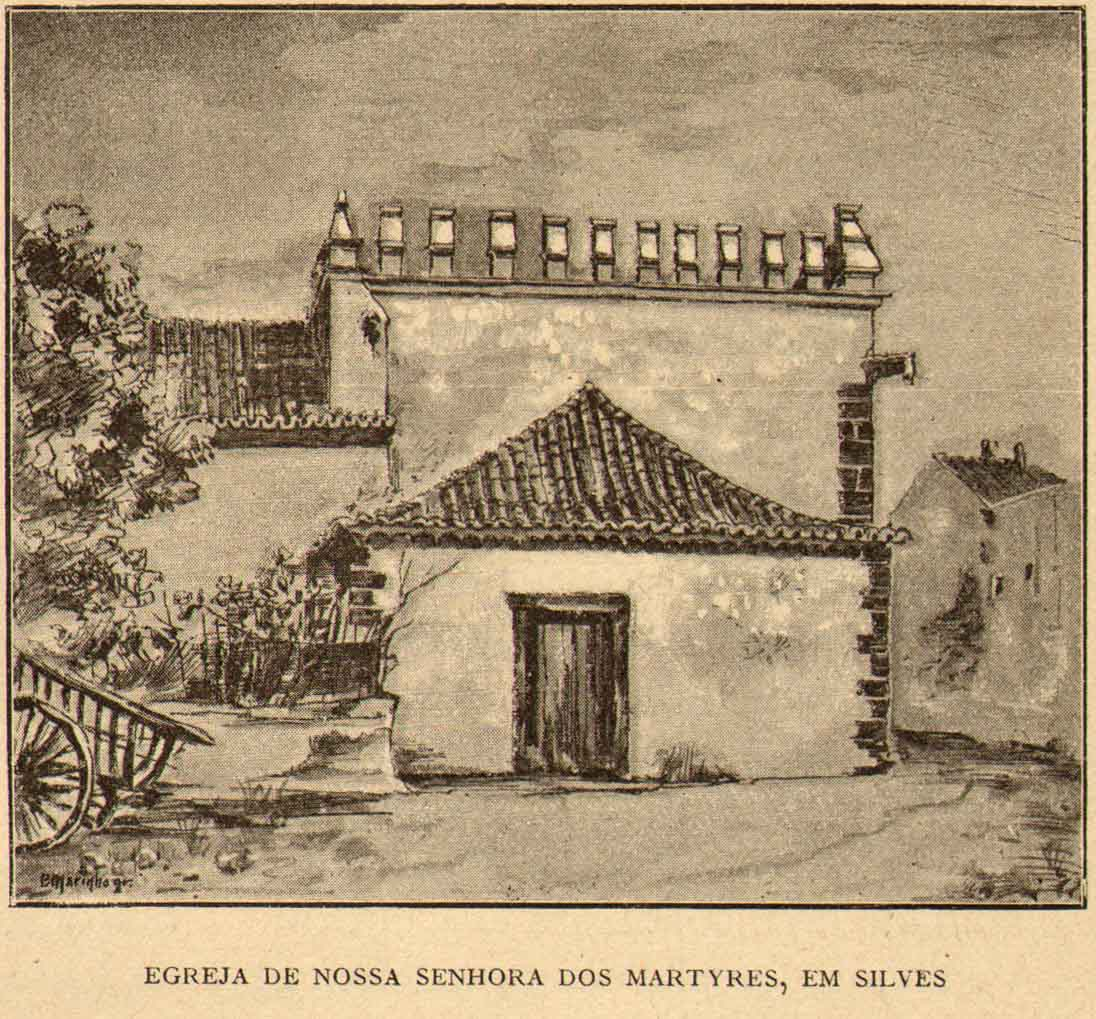
Gravura da Ermida de Nossa Senhora dos Mártires, publicada na obra História de Portugal, Popular e Ilustrada, de 1899.

## História
Apesar da sua importância para a história de Silves, existem poucas informações sobre os primórdios da Ermida de Nossa Senhora dos Mártires. A zona onde se ergue o edifício poderá ter sido ocupado desde o domínio islâmico, de acordo com escavações arqueológicas feitas em 2005 na Rua D. Afonso III, durante as quais foram descobertas várias estruturas que aparentam ser da época muçulmana, como muros, aterros e canalizações, e vários vestígios funerários, de período indeterminado. De acordo com a tradição popular, o edifício foi construído no século XII para servir de sepultura aos guerreiros cristãos que faleceram durante a primeira conquista da cidade de Silves aos mouros, e que por isso foram considerados como mártires. A cerimónia de consagração terá sido em 1189, pelos bispos de Coimbra e do Porto, tendo o rei D. Sancho I assistido à cerimónia. Com efeito, a notícia mais remota que se conhece sobre o edifício, e que sobreviveu apenas em crónicas, relata que teria sido construído durante os três anos em que durou o primeiro domínio cristão de Silves. No entanto, não foram encontrados quaisquer indícios desse período, sendo os vestígios mais antigos no local cronologicamente integrados no primeiro quartel do século XVI. Caso tenha sido realmente construído no século XII, como relatam as crónicas, o edifício provavelmente seria no estilo Românico. Porém, o elemento mais antigo sobrevivente no edifício é a ábside, que data do período manuelino, entre os séculos XV e XVI, tendo a sua data de construção sido calculada pelo historiador Manuel Castelo Ramos nos princípios da Década de 1520.
A zona do adro da ermida foi utilizada como necrópole entre os séculos XV e XVI, tendo sido encontrados vestígios de mais de uma centena e meia de indivíduos, que tinham sido sepultados de acordo com os ritos cristãos. Nesta altura ainda estava em funcionamento o cemitério da Sé, pelo que o campo em redor da Ermida dos Mártires seria principalmente utilizado para enterrar os habitantes da periferia da cidade, e talvez até nos campos agrícolas em redor. O edifício foi muito danificado pelo Sismo de 1755, tendo o corpo sido totalmente destruído. As obras de reparação foram feitas ainda durante o século XVIII, às quais provavelmente se refere a data de 1779 na fachada. No entanto, a reconstrução não terá respeitado o estilo original do edifício, uma vez que a nova estrutura apresenta opções estilísticas típicas do Barroco tardio. Um dos elementos que terá sobrevivido ao sismo é o retábulo-mor, que foi instalado durante o século XVII.
Em 4 de Outubro de 1840 ocorreu uma batalha junto da ermida, quando guerrilheiros miguelistas atacaram uma festa, fazendo seis mortos e catorze feridos. Nessa altura ainda existia um clima de insegurança na região, devido à presença de guerrilheiros miguelistas, que não se renderam após o final da Guerra Civil Portuguesa, continuando as suas campanhas de terror contra as populações. Apesar do clima de medo, foi organizado o Arraial da Senhora dos Mártires, junto à ermida, que conseguiu ruinir um número considerável de pessoas. De forma a vigiar a festa, foram colocados dez agentes da Guarda Nacional, enquanto que em prevenção ficou um grupo de 23 soldados do Destacamento de Infantaria 25. Os guerrilheiros tentaram cercar o recinto do arraial, mas foram descobertos por um popular, que deu o alerta. Isto provocou o pânico entre a multidão, que procurou fugir para Silves, uma vez que nessa altura a ermida ainda estava situada nos subúrbios da cidade. Os guerrilheiros abriram fogo sobre a multidão em fuga, fazendo vários mortos. Os homens da Guarda Nacional, cujo número era muito inferior ao dos miguelistas, também procuraram refúgio em Silves, tendo ficado a defender a cidade enquanto que o Destacamento de Infantaria 25 saiu para atacar os guerrilheiros. O saldo final deste incidente foi de seis mortos e pelo menos catorze feridos, incluindo-se entre estes últimos um agente da Guarda Nacional e um soldado da Infantaria 25. A brutalidade deste ataque causou um grande terror entre as populações da região, principalmente a de Silves, que passou a dormir dentro das muralhas, onde estavam protegidos. Em 6 de Janeiro de 1841, o administrador de Silves relatou ao Governador Civil que tinham sido capturados os guerrilheiros Joaquim Consciência, suposto líder do ataque no ano anterior, dois jovens que estavam armados. Três dias depois, comunicou que Joaquim Consciência e um dos jovens tinham sido fuzilados no Campo da Senhora dos Mártires. Em 1886 a Feira de Todos os Santos começou a ser feita junto à ermida, tendo continuado a ser organizada ali até 1936.
Já no século XX, verificou-se uma grande expansão urbana na zona em redor da ermida, que deixou de estar num arrabalde da cidade, e passou a fazer parte do centro. Na década de 1950, dois retábulos barrocos que estavam na Sé de Silves foram transportados para a ermida. Em 11 de Maio de 1958, um artigo no jornal Novidades criticou o avançado estado de degradação a que tinha chegado a ermida, e propôs que fosse ascendida a Monumento Nacional. Na sequência desta denúncia, o Ministério das Obras Públicas e a Direcção Geral de Edifícios e Monumentos Nacionais iniciaram o processo para a classificação do edifício, que culminou com a publicação do Decreto n.º 44075, de 5 de Dezembro de 1961, que lhe atribuiu a categoria de Imóvel de Interesse Público. Ao mesmo tempo, o edifício foi alvo de extensas obras. Em 1966 foi instalada a electricidade no imóvel, e em 1969 foi atingido por um sismo, tendo sido reparado nesse mesmo ano, com a reconstrução do telhado e dos rebocos, e a reparação da cobertura da ábside e da nave.
Em Outubro de 2019, a autarquia de Silves apresentou a Rota das Ermidas, um percurso turístico e cultural que ligava dez ermidas no concelho, incluindo a de Nossa Senhora dos Mártires.

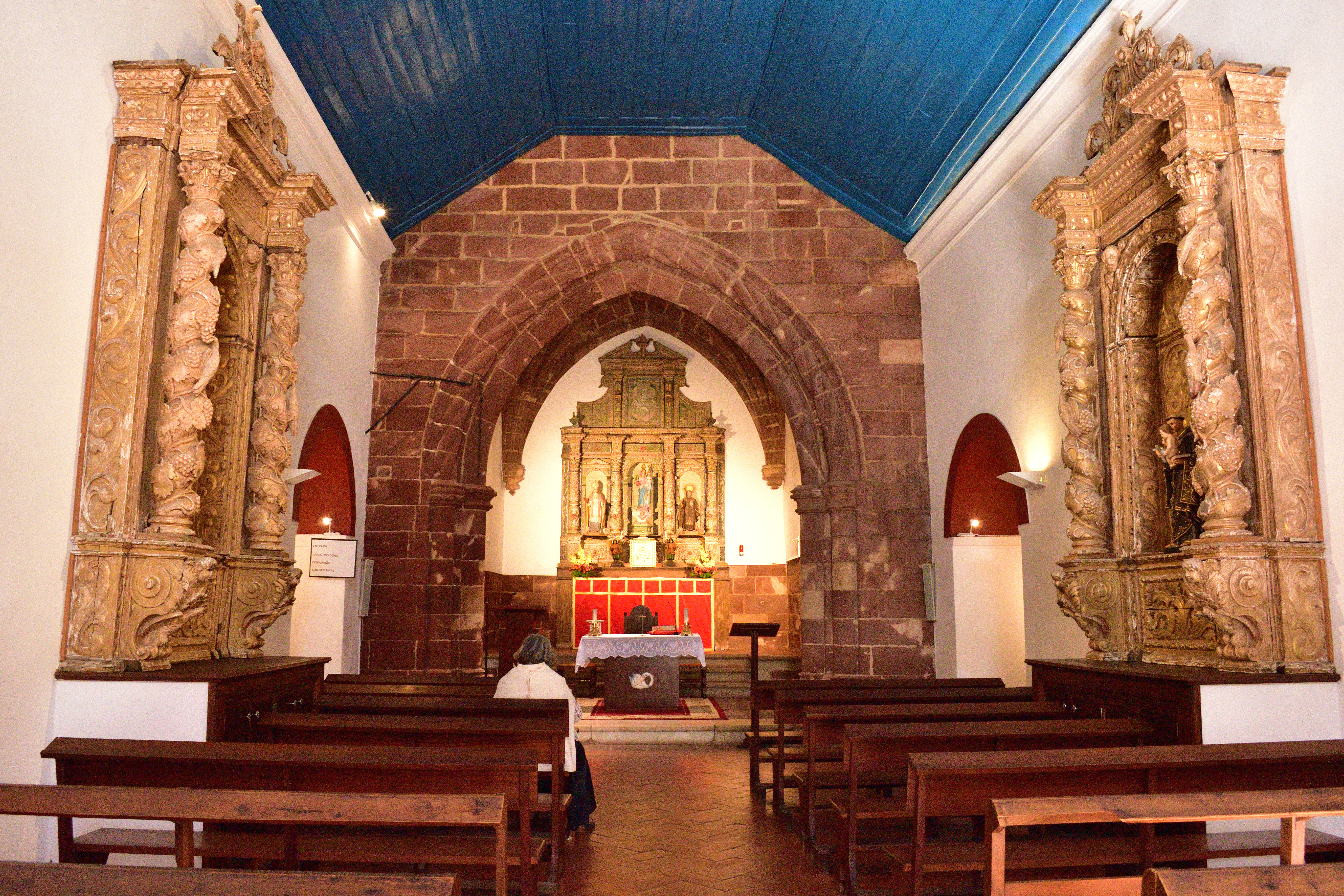
Vista do altar da Ermida.

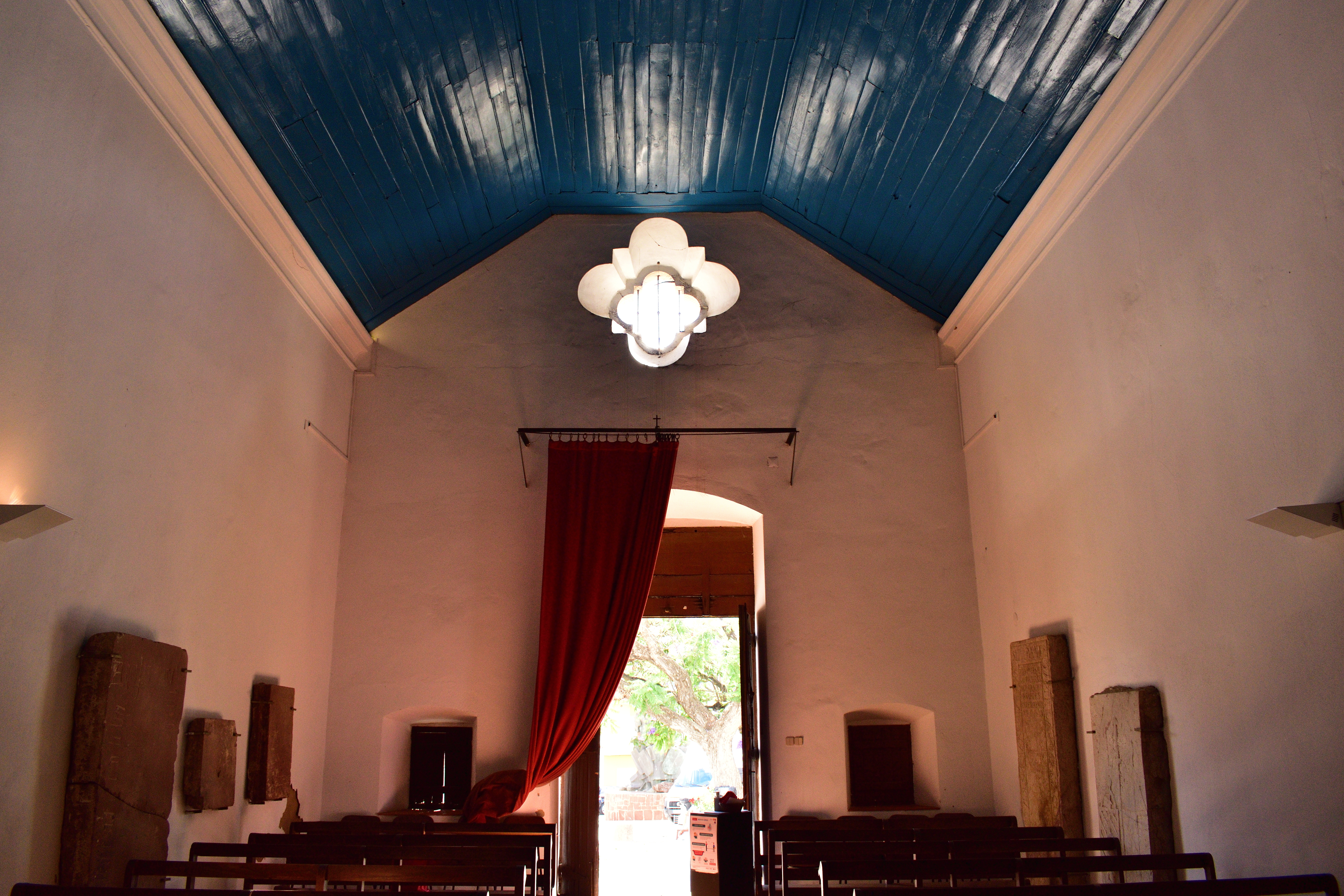
Vista da entrada da Ermida.

## Descrição
A ermida está situada em ambiente urbano, no gaveto da Rua D. Afonso III com o Largo dos Mártires da Pátria, na cidade de Silves. Foi classificada como Imóvel de Interesse Público pelo Decreto n.º 44075, de 5 de Dezembro de 1961.
O edifício, de pequenas dimensões, apresenta uma mistura de estilos, possuindo elementos do Manuelino e do Barroco tardio, enquanto que a sua composição é típica dos finais do gótico, com uma planta simples e de forma geométrica. Esta miscelânea de correntes estilísticas é principalmente visível na cabeceira e no seu interior, correspondente ao altar-mor, que apresentam grandes diferenças em relação ao resto do edifício. Com efeito, a cabeceira está sobreelevada em relação ao corpo da igreja, formando um terraço coroado com merlões de forma chanfrada, elemento arquitectónico mais habitual no Alentejo do que no Algarve, onde o único outro exemplo é a Igreja da vila da Luz, no concelho de Lagos. A função dos merlões pode ter sido principalmente estética, servindo apenas para reforçar a altura do edifício. A cabeceira possui dois conjuntos distintos de gárgulas, sendo duas animalescas e as restantes em forma de bombarda, demonstrando as alterações artísticas introduzidas durante o Período joanino. A fachada principal, no estilo típico dos finais do Barroco, é rasgada por um portal de verga recta, onde foi inscrita a data de 1779, ladeado por duas janelas com molduras de quatro lóbulos. Em cima do portal está um óculo, de forma semelhante à das janelas.
O edifício possui uma só nave, de traçado longitudinal, com cobertura em madeira. Termina num arco triunfal de perfil quebrado, composto por três arquivoltas, sendo a do lado da nave de forma torsa, que são suportadas por colunas embebidas. Os capitéis apresentam uma forma simples, no tipo de base invertida, e estão decorados com motivos vegetais, no estilo arcaico. A capela-mor possui uma abóbada artesoada de cinco chaves, apresentando uma forma de estrela com quatro pontas, que estão assentes em quatro mísulas, uma em cada extremidade. As chaves estão decoradas com desenhos do Sol e da Lua, que são considerados símbolos marianos, uma Cruz de Cristo, e um camaroeiro, emblema da Rainha D. Leonor. Este último símbolo demonstra que a rainha teria patrocinado a igreja, uma vez que a cidade fazia parte da Casa das Rainhas desde 1491. O historiador Manuel Ramos avançou a teoria de que as mísulas, as pequenas chaves e as nervuras, de perfil fino, tiveram origem na Década de 1520. O retábulo-mor, no estilo protobarroco, divide-se em três eixos por colunas de fuste com capitéis coríntios, formando três nichos, sendo os laterais rematados por  frontões triangulares. Este conjunto é encimado por um friso e cornija, e depois por um ático, composto por uma tabela ladeada por aletas e volutadas, com um frontão de lanços no topo. Este conjunto apresenta certas semelhanças com o do lado da Capela dos Evangelista, no interior da Sé de Silves, pelo que poderá ter sido instalado no mesmo período, e pelo mesmo mestre, Gabriel Domingues. Nas paredes laterais da ermida situam-se dois retábulos de talha dourada, dos princípios do Século XVIII, que vieram da Sé de Silves. Possuem um nicho ladeado por colunas de forma torsa, sendo o conjunto encimado por um friso, uma cornija e um ático, este último decorado com enrolamentos de acantos e uma fénix.
No pavimento da nave estavam dispostas várias lápides tumulares do período medieval, embora não tenham sido encontrados quaisquer vestígios arqueológicos nos locais onde se encontravam, pelo que poderiam ter sido parte de um templo primitivo, construído após 1189.

## Leitura recomendada
- DOMINGUES, José Domingos Garcia (2002). Silves. Guia turístico da cidade e do concelho. Silves: [s.n.]
- LAMEIRA, Francisco I. C. (1989). A Escultura Barroca Algarvia (Tese de Mestrado). Lisboa
- LAMEIRA, Francisco I. C. (2000). Inventário Artístico do Algarve - a talha e a imaginária. Volume XV. Faro: [s.n.]
- LOPES, João Baptista da Silva (1841). Corografia ou memoria economica, estadistica, e topografica do reino do Algarve. Lisboa: [s.n.]
- ROSA, José António Pinheiro e (1990). Tesouros Artísticos do Algarve. Faro: [s.n.]